# オーストリア福音主義教会アウクスブルク信仰告白派

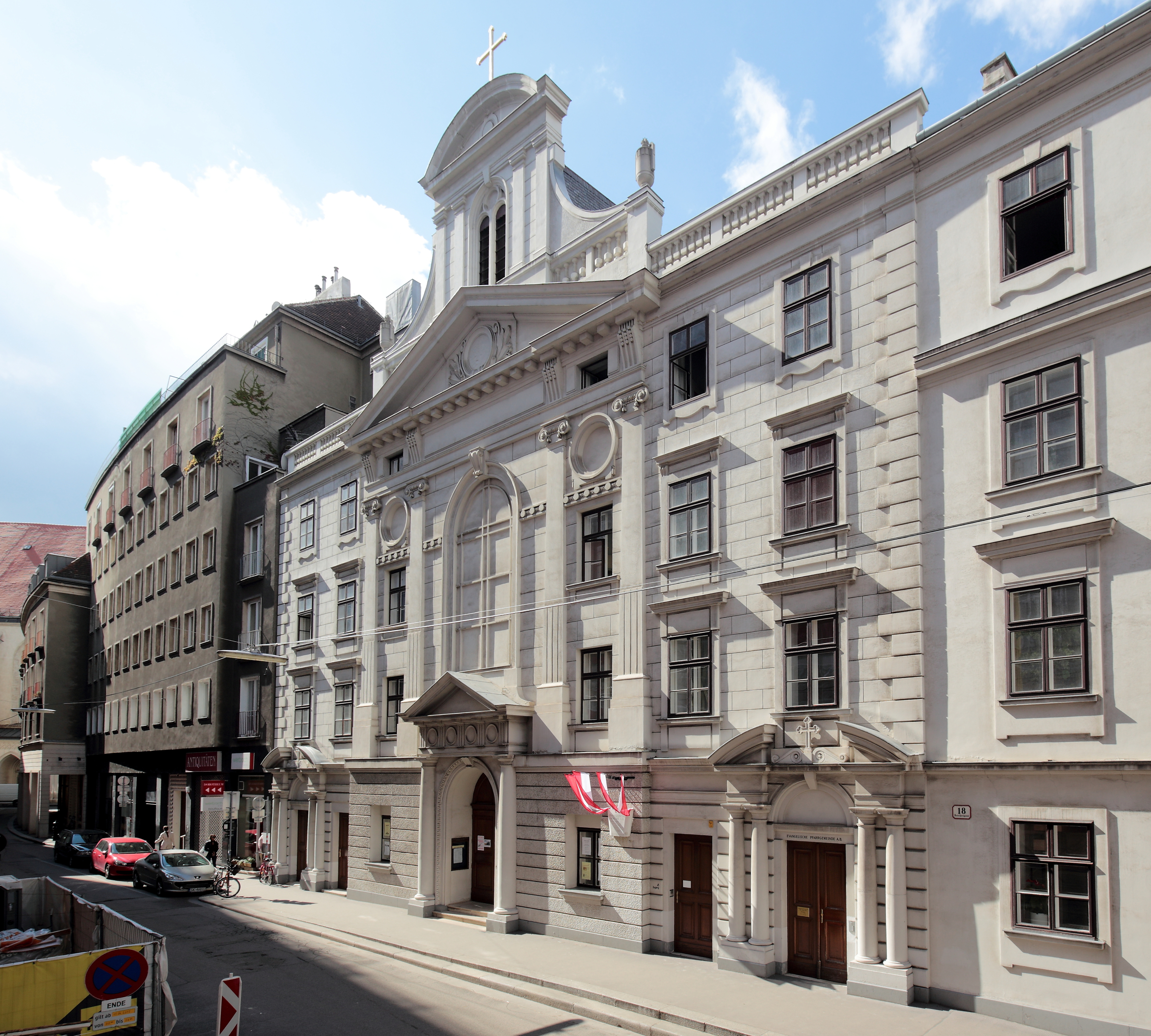
ウィーンにある
ルター派シュタット教会

オーストリア福音主義教会アウクスブルク信仰告白派（ドイツ語: Evangelische Kirche Augsburgischen Bekenntnisses in Österreich）は、オーストリアにおけるルター派福音主義教会である。現地では Evangelische Kirche A.B. in Österreich という短縮された略称が一般に使われている。この教会名称にあるアウクスブルク信仰告白はルター派における重要な信仰告白文書である。その設立は神聖ローマ皇帝ヨーゼフ2世による1781年の宗教寛容令発布にさかのぼることができる。2019年現在、オーストリア福音主義教会アウクスブルク信仰告白派はオーストリア共和国全土に196の教会共同体を有し、271.296人の教会員がいる。

## 歴史

### 16世紀‐17世紀
神聖ローマ帝国のオーストリア地域において、マルティン・ルターによる文書が1520年代において流布していた。とりわけ、ウィーンとブレスラウにおいて盛んに流布されていた。1524年、カスパー・タウバーがオーストリアにおける最初の福音主義殉教者として処刑された。1555年のアウクスブルクの和議によって、根本的な意味での宗教の自由が守られたが、しかしながら、福音主義信仰の実践は許されなかった。オーストリア貴族と領邦都市の多くの請願が出されたが、オーストリアでは反宗教改革政策が一層強められた
。1577年にルドルフ2世はウィーンにおける福音主義教会の礼拝、学校、さらに家庭礼拝をも禁止し、翌1578年には容認されていたウィーン郊外ヘルナルスでの福音主義教会の礼拝も禁止した。
1600年以降になると、組織的な焚書がおこなわれた。ルターの文書が他の地域から密輸されるようになった。ローマ・カトリック教会のミサ出席が領民に義務づけられ、福音主義の教説はオーストリアにおいて非合法化され、福音主義の信仰は地下で守られた(隠れ新教徒)。厳しい宗教弾圧がおこなわれた結果、ザルツブルク地方の福音主義信徒は故郷を追われ、プロイセン王国へ移住した

### 18世紀-19世紀
1781年10月のヨーゼフ2世による寛容令発布によって、アウクスブルク信仰告白と第二スイス信仰告白を拠り所とする福音主義教会共同体を形成することが初めて可能になった。当時において、500人か100家族前後が福音主義信徒の下限と見なされた。しかしながら、寛容令において制約も残り、オーストリアの福音主義教会は会堂において教会塔を持つことは禁じられた。1781年から1785年の間にオーストリアで48の福音主義教会が設立された。とりわけ、シュタイアーマルク州のラムサウ・アム・ダッハシュタイン、オーバーエスターライヒ州のバート・ゴイーザーン・アム・ハルシュテッターセ、ゴーザウ、ヴェルスとウィーンに建設された福音主義教会が重要である。1785年末で107.000人超の福音主義教会信徒がツィスライタニエン地域と呼ばれるオーストリア帝冠領において登録されていた。
19世紀に入ると、オーストリアにおいて福音主義教会は多数の教会、学校、病院等を設立した。1848年以降、教区共同体教籍簿管理に関する規定が確立した。1861年4月8日、オーストリア皇帝フランツ・ヨーゼフ1世によって新教徒寛容令が発布された。この勅令によって福音主義教会は初めて条件付きの法的同格性を得た。教会組織は4段階構造になった。
19世紀後半、オーストリアの福音主義教徒周辺において、新教徒が主体となって成立したドイツ帝国にオーストリアを結びつけようとしたドイツ民族主義運動が盛んになった。「ローマからの分離運動」という枠組みで、ドイツ民族主義、およびゲオルク・フォン・シェーネラーの汎ドイツ運動等の大ドイツ主義の影響を受けた約3万人がローマ・カトリック教会から福音主義教会へ改宗した。

### 20世紀
1918年にオーストリア＝ハンガリー帝国が崩壊し、福音主義教会は後継国家オーストリア共和国と共に歩むことになった。オーストリア福音主義教会アウクスブルク信仰告白派という名称で運営されたが、1938年のアンシュルスによって、オーストリアがドイツ国（ナチス・ドイツ）の構成部分となり、1939年から1945年はドイツ福音主義教会 (DEK)に統合されていた。
オーストリアの福音主義教会は戦後の1949年に新教憲を制定した。第2次世界大戦後、オーストリアの福音主義教会は約8万人のドイツ系難民を受け入れた。1961年に福音主義教会の法的地位に関して、完全な法的自由権を得ている。
オーストリア福音主義教会アウクスブルク信仰告白派は第2次世界大戦後に女性牧師の任職を認めた。礼拝時における同性愛者夫婦への祝福も可能である。

## 信仰告白
オーストリア福音主義教会アウクスブルク信仰告白派は、ルター派の一致信条書にある信仰告白文書を教会の信仰告白であると見なしている。ルター派の一致信条書は古代教会の3つの基本信条に、ルターの大小教理問答、シュマルカルデン条項、アウクスブルク信仰告白とその弁証、和協信条から構成されている。同時に「バルメン宣言」（ドイツ福音主義教会の現状に関する神学的宣言）を教憲前文において言及しており、従って、オーストリア福音主義教会アウクスブルク信仰告白派は「バルメン宣言」を信仰告白文書と扱っている。

## 信徒分布
ルター派福音主義教会信徒の住民構成比が高い地域はブルゲンラント州 (とりわけ、オーバーヴァルト郡)、ケルンテン州 (10.3 %)、シュタイアーマルク州に51.005人(4,3 %)の信徒がいるが、リーツェン郡ラムサウ・アム・ダッハシュタインは住民の過半数(78,1 %)が信徒である。オーバーエスターライヒ州とザルツブルク州にまたがるオーストリアの観光地であるザルツカンマーグートにも多くの福音主義教会信徒が暮らしている。オーストリア全体では国民の3.5 %が福音主義教会信徒である。
以下の地方自治体では福音主義教会信徒が過半数を占めている。
- ケルンテン州:
  - ヘルマゴール郡 ギチュタール Gitschtal,
  - シュピッタール・アン・デア・ドラウ郡 ヴァイセンゼー Weissensee ,
  - フィラッハ＝ラント郡 シュトッケンボイ Stockenboi,
  - フィラッハ＝ラント郡 フレザッハ Fresach,
  - シュピッタール・アン・デア・ドラウ郡 トレベジング Trebesing,
  - フィラッハ＝ラント郡 アフリッツ・アム・ゼー Afritz am See,
  - フィラッハ＝ラント郡 アリアハ Arriach,
  - フィラッハ＝ラント郡 フェルト・アム・ゼー Feld am See ,
- シュタイアーマルク州:
  - リーツェン郡ラムサウ・アム・ダッハシュタイン (78,1 %)Ramsau am Dachstein,
- オーバーエスターライヒ州:
  - グムンデン郡 ゴーザウ (71 %)Gosau-隠れ新教徒の歴史で有名
- ブルゲンラント州:
  - オーバーヴァルト郡 ベルンシュタイン・イム・ブルゲンラント Bernstein im Burgenland,
  - イェンナースドルフ郡 エルテンドルフ Eltendorf,
  - ノイジードル・アム・ゼー郡 ゴルス Gols,
  - マッテルスブルク郡 ロイパースバハ・イム・ブルゲンラント Loipersbach im Burgenland,
  - オーバーヴァルト郡 マルクト・アルハウ Markt Allhau,
  - アイゼンシュタット＝ウムゲーブング郡 メルビッシュ・アム・ゼー Mörbisch am See,
  - オーバーヴァルト郡 オーバーシュッツェン Oberschützen,
  - オーバーヴァルト郡 マリーアスドルフ Mariasdorf,
  - オーバーヴァルト郡 リードリングスドルフ Riedlingsdorf,
  - オーバーヴァルト郡 ヴィースフレック Wiesfleck,
  - マッテルスブルク郡 ペッテルスドルフ Pöttelsdorf ,

## 組織

### 牧師管轄教会共同体 (Pfarrgemeinden)
約200の教会共同体において6年の任期で共同体の役員が選出される。牧師も常勤職として教会共同体役員会のメンバーになる。教会共同体役員会に課せられた職務の中心は教会共同体長老の選出であり、会計監査役の選出、教会共同体予算案と決算の承認も共同体役員会が担う。
教会共同体長老は共同体役員会から選出され、牧師も自動的に加わる。長老は共同体役員会あるいは牧師に委ねられた職務以外の教会共同体の運営全般に関与する。予算案の作成、選挙の実施が長老の主な職務になる。長老は教会共同体の代表として全体教会総会議員に選ばれ、教会総会に出席する。
牧師の職務は教会共同体内の霊的指導(牧会)を担うことである。長老から選出された教会共同体管理人(クラトーア)と共に、牧師は外部に向けて教会共同体を代表する。教会共同体を構成する教会員は牧師職務の担い手を選ぶことが出来る。オーストリアでは大半の教会共同体において、牧師は1人であるが、都市部の大規模な教会では複数の牧師が置かれている。

### 教区 (Superintendenturen)
オーストリア福音主義教会アウクスブルク信仰告白派は7つの教区で運営されている。教区はオーストリアの州区分に準じている。
- ブルゲンラント福音主義教区 Evangelische Superintendentur A. B. Burgenland
- ケルンテン＝オストチロル福音主義教区 Evangelische Superintendentur A. B. Kärnten und Osttiro
- ニーダーエスターライヒ福音主義教区 Evangelische Superintendentur A. B. Niederösterreich
- オーバーエスターライヒ福音主義教区 (ザルツブルク州ルスバッハ・アム・パス・クシュットに飛び地を持つ) Evangelische Superintendentur A. B. Oberösterreich
- ザルツブルク＝チロル福音主義教区 Evangelische Superintendentur A. B. Salzburg und Tirol
- シュタイアーマルク福音主義教区 (ブルゲンラント州とザルツブルク州に飛び地を持つ) :Evangelische Superintendentur A. B. Steiermark
- ウィーン福音主義教区  Evangelische Superintendentur A. B. Wien

フォアアールベルク州クラインヴァルサータール地方のミッテルベルク(ブレゲンツ郡)にあるヒルシュエック・クロイツ教会はドイツのバイエルン福音ルター派教会の飛び地の扱いになっている。フォアアールベルク州にはヒルシュエック・クロイツ教会以外のルター派福音主義教会は存在しないため、ルター派信徒はフォアアールベルク州のブルーデンツ、ブレゲンツ、ドルンビルン、フェルトキルヒにあるオーストリア福音主義教会第二スイス信仰告白派の改革派教会共同体の礼拝に出席している。
すべての教区には霊的指導者としての教区長が存在し、責任者として運営管理している。
ニーダーエスターライヒ福音主義教区のラース・ミュラー＝マリエンブルク教区長は男性同性愛者であることを明らかにしている。

### 全体教会 (Gesamtkirche)

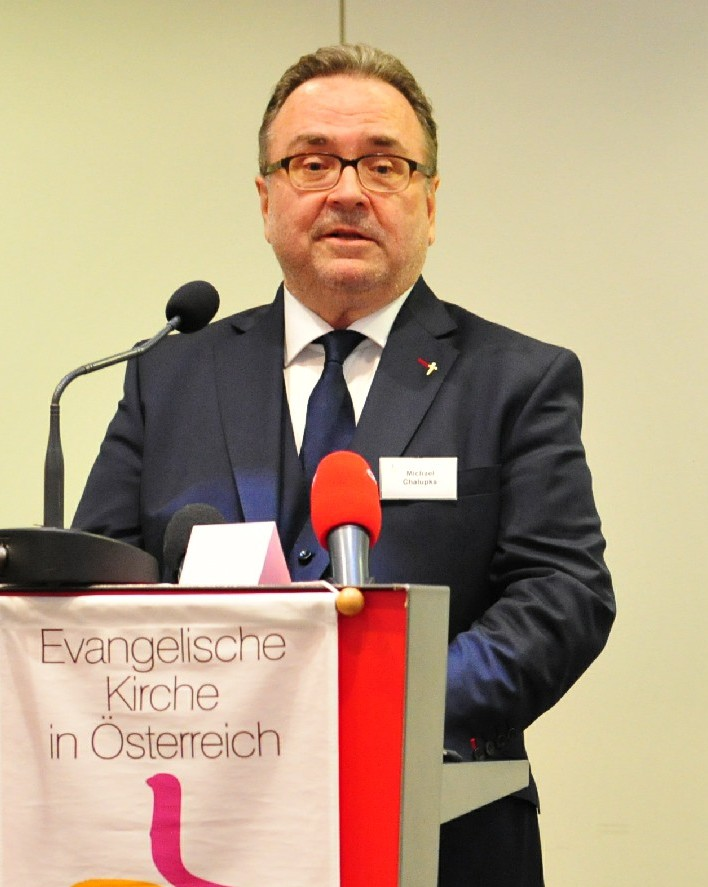
ミヒャエル・カロカ (2019)監督

オーストリア福音主義教会アウクスブルク信仰告白派の組織は、各段階にある教会会議(地域教会共同体役員会、教区総会、全体教会総会)の議決によって運営される(信徒代表として長老が役員会から選出される)。教会運営指導は教会総会、高等参事会、監督(女性監督も制度上可能)によって担われる。
- 教会総会は教会の神学的指針を決定し、予算案と個々の教会共同体における決算報告を承認する。
- 高等参事会はウィーンに置かれ、教会運営に関する最上級機関であり、外部に向けて教会を代表する。
- 監督はオーストリア福音主義教会アウクスブルク信仰告白派教会総会で12年の任期で選出される。選出の際、3分の2の賛成票が必要とされている。在職期間の延長を教会総会は議決することは出来ないが、選挙による再任は可能になっている。牧師としての学術的知識を持ち合わせていることが監督職就任の基本的条件である。福音主義教会の精神的指導が監督職の責務である[14]。

### ルター派と改革派教会
ルター派のオーストリア福音主義教会アウクスブルク信仰告白派は改革派教会のオーストリア福音主義教会第二スイス信仰告白派と協同してオーストリア福音主義教会アウクスブルク信仰告白派＝第二スイス信仰告白派を形成している。ルター派と改革派福音主義教会の上部組織として、オーストリア福音主義教会アウクスブルク信仰告白派＝第二スイス信仰告白派は公法上の社団である。
この教会組織において、管理運営に関する問題が提起されている。その結果、この二つの福音主義教会は共通の教憲を制定することになり、宗教科授業と教会税を共に運営管理している。オーストリア福音主義教会アウクスブルク信仰告白派は上部組織で改革派と協同しているが、あくまでもルター派教会としての独立と信仰を維持しており、合同教会ではない。
オーストリアにおいて、ルター派のオーストリア福音主義教会アウクスブルク信仰告白派は、改革派第二スイス信仰告白派(13.136人)よりも22倍も多い圧倒的信徒数(283.202人)を有している。

### 福音主義センター (Evangelisches Zentrum)
教会の管理運営部門であるオーストリア福音主義教会アウクスブルク信仰告白派事務局は、ウィーン市18区 (ヴェーリング)ゲルストホーフ地区セヴェリーン＝シュライバー通り1-3にある福音主義センターと呼ばれている建物内にある。この福音主義センターには前史がある。1958年、福音主義女子学校がウィーン市ヴェーリングの高級住宅地地区にあった大規模な私邸の土地と建物を取得し開校した。1970年に福音主義女子学校内の庭に福音主義センターが建設され、オーストリア福音主義教会アウクスブルク信仰告白派事務局がそこに入った。2002年に増築もおこなわれ、従来の福音主義センターに新館が加わっている。
福音主義センターは現在、ウィーン/クレムス教会立教育大学(ゲルストホーフキャンパス)の敷地に含まれている。この教会立教育大学では福音主義神学によって宗教科教師が養成されており、さらに福音主義教会説教セミナーも開催されている。2007年、福音主義会館に欧州福音主義教会連合ウィーン支部が置かれた。

## オーストリア福音主義教会礼拝式文
礼拝の概念はギリシャ語の"λατρεία"（ラトリア）に由来し、神による奉仕が語源になる。ルター派福音主義教会の礼拝はローマ・カトリック教会のミサとは異なる強調点を持つが、オーストリア福音主義教会アウクスブルク信仰告白派の礼拝式文はラテン語ミサの影響が色濃く残っている。

### オーストリア福音主義教会アウクスブルク信仰告白派聖餐礼拝式文
Ａ 礼拝開始と祈祷
- 鐘楼で鐘を鳴らす
- オルガン前奏
- 礼拝開始
司式者/父と子と聖霊のみ名によって。
会衆/アーメン
- 讃美歌/詩編朗読
- グロリア・パトリ(栄唱) 
(司式者も会衆も歌唱)父と子と聖霊に栄光あれ、はじめも今も後も、とこしえに。アーメン
- 挨拶(サルタチオ) 
司式者(歌唱)/主の恵みが汝らと共にいまさんことを。
あるいは：
司式者(歌唱)/主が汝らと共にいまさんことを！ 
会衆(歌唱)/御霊と共におられるように。
- 礼拝準備祈祷/罪の告白
- キリエ(司式者も会衆も歌唱) 
 Kyrie eleison(主よ、憐れみたまえ) 
 Christe eleison(キリストよ、憐れみたまえ) 
Kyrie eleison(主よ、憐れみたまえ) 
あるいは：
主なる神よ、憐れみたまえ、
キリストよ、憐れみたまえ、
主なる神よ、憐れみたまえ
- グロリア唱 
司式者(歌唱)/いと高きところに栄光、神にあれ、
会衆(歌唱)/地には平和、御心に適う人に幸せがあるように。(グロリアは受難節では用いられない。但し聖木曜日礼拝は例外)
- 主日の祈祷
沈黙の祈祷
司式者/祈祷 
会衆/アーメン

Ｂ 宣教と信仰告白
- 旧約聖書/使徒書簡朗読
聖書日課朗読
- 讃美歌
- ハレルヤ唱(司式者も会衆も歌唱) 
ハレルヤ、ハレルヤ、ハレルヤ (受難節には用いられないか、週の指定讃美歌を歌唱)
- 福音書朗読
福音書聖書日課朗読
- 司式者（歌唱）/主に栄光あれ
会衆（歌唱）/キリストに誉れあれ
- 説教前の讃美歌
- 説教
- 賛美歌
- 使徒信条(一同起立のまま唱える)
- 説教壇からの告示(消息報告、教会行事報告、案内)
- 席上献金
- 代願祈祷(とりなしの祈り)
- 沈黙の祈祷

Ｃ 聖餐式
- 聖餐の讃美歌
- 罪の告白 Evangelisches Gesangbuch 799を用いた場合
司式者/会衆:全能の神様、慈悲深き父よ！
私は貧しく、惨めで、罪深い人間です。
私のすべての罪と罪業を告白します。
思いと言葉と行為によって私は罪を犯したことで、私は神を怒らせ、
この世においても来世においても神の罰を受けます。
神にとって私はとても残念な存在に過ぎません。神の限りない慈悲と潔白さを切に願います。
神の独り子イエス・キリストの辛い苦しみと死により、
貧しき罪深い人間である私に憐れみを与えてください。
私のすべての罪を赦し、私に回心する力と聖霊の力をお与えください。
- 大感謝祈祷
 司式者(歌唱)/ 主があなたたちと共にありますように。
会衆(歌唱)/御霊も共おられるように。
あるいは：司式者(歌唱) 主の平安があなたたちと共にありますように。
会衆(歌唱)/御霊も共おられるように。
司式者(歌唱)/ 心を高みに向けましょう。
会衆(歌唱)/ 主に向かい心を高めます。
司式者(歌唱)/ 主なる神に感謝を捧げましょう。
会衆(歌唱)/ 感謝はふさわしく、正しいことです。
- サンクトゥス
会衆(歌唱)/聖なる、聖なる、聖なる万軍の主。
主の栄光は天と地に満つ。天にはホーサーナ。
主の御名によって来られる方を讃えよ。天にはホーサーナ。
- 主の祈り(歌唱)
- 平安の挨拶
司式者(歌唱) 主の平安があなたたちと共にありますように。
会衆(歌唱)/御霊も共おられるように。
- 神の子羊(アグヌス・デイ) 
会衆(歌唱)/世の罪を取り除く神の子羊、キリストよ。我らを憐れみ給え。
世の罪を取り除く神の子羊、キリストよ。我らを憐れみ給え。
世の罪を取り除く神の子羊、キリストよ。平和を与え給え。アーメン
- 聖餐制定の言葉
 司式者/私たちの主イエス・キリストは苦しみを受ける前夜、パンを取り、感謝しこれを裂き、弟子たちに与えて言われました。
「取って食べなさい、これはあなた方のための私のからだである。私の記念のためこれをおこないなさい」
 食事の後、杯を同じ様にして弟子たちに言われました。
「取って、飲みなさい。これは罪の赦しのため、あなたがたのために流す私の血における新しい契約である。
私の記念のためこれをおこないなさい」

- 配餐 キリストの体であるパン(Hostie-聖餅、ホスチア)とキリストの血である葡萄酒を陪餐者は会堂前方に行き頂く。
配餐者は陪餐者一人一人に言葉をかけながらパンと葡萄酒を配る。
- 感謝祈祷
司式者(歌唱)/ 主に感謝せよ、主は慈しみ深い。
会衆(歌唱)/主の慈しみは永久に絶えることが無い、ハレルヤ
- 沈黙祈祷
- アーメン

【派遣と祝祷】
- 感謝の賛美歌
- 派遣の言葉
司式者(歌唱)/主の平安のうちに行きましょう！
会衆(歌唱)/神に賛美と感謝を捧げん！
- 祝祷
司式者/主があなたを祝福し、あなたを守られるように。
主が御顔をあなたに向けて、あなたを照らして、あなたに恵みを与えられるように。
主があなたに御顔を上げられ、平安を賜りますように！
会衆/アーメン
- オルガン後奏